# 야나세정
야나세정(梁瀬町)은 효고현 아사고군에 설치되었던 정이다. 현재의 아사고시에 해당한다.

## 역사
- 1889년 4월 1일 - 정촌제 시행에 의해 1정 11촌의 구역을 가지고 야나세촌이 성립하였다.
- 1926년 4월 1일 - 정으로 승격해 야나세정이 되었다.
- 1954년 3월 31일 - 아와가촌, 요후도촌과 합병해 산토정이 성립하여, 동일 야나세정은 폐지되었다.

## 교통

### 철도
- 일본국유철도 (현 서일본 여객철도)
  - 산요본선

### 도로
- 국도 제9호선

## 참고문헌
- 가도카와 일본지명대사전 28 효고현